# (4860) Gubbio
(4860) Gubbio est un astéroïde de la ceinture principale.

## Description
(4860) Gubbio est un astéroïde de la ceinture principale. Il fut découvert le 3 mars 1987 à la station Anderson Mesa par Edward L. G. Bowell. Il présente une orbite caractérisée par un demi-grand axe de 2,63 UA, une excentricité de 0,15 et une inclinaison de 14,5° par rapport à l'écliptique.

## Compléments